# Norfolk (Virginia)
Norfolk es una ciudad independiente situada en la Mancomunidad de Virginia, Estados Unidos. Con una población de 238.005 habitantes, cifras del censo de 2020, Norfolk es una de las ciudades más grandes de Virginia.
Norfolk está localizada en el Hampton Roads, un gran puerto natural localizado en la boca de la bahía de Chesapeake. Norfolk es una de nueve ciudades y siete condados que constituyen el área metropolitana de Hampton Roads, oficialmente conocida como Virginia Beach-Norfolk-Newport News, VA-NC MSA. La ciudad colinda al oeste con el río Elizabeth y al norte con la bahía de Chesapeake. La ciudad también comparte frontera terrestre con las ciudades independientes de Chesapeake por el sur y con Virginia Beach por el este. Una de las más viejas de las Siete Ciudades de Hampton Roads, es Norfolk, y es considerada el centro histórico, urbano, financiero, y cultural de la región.
La ciudad tiene una larga historia como un punto militar y  de transportes estratégico. Norfolk acoge tanto a la Base Naval de Norfolk, la base naval más grande del mundo, como a la oficina central corporativa de Norfolk Southern Railway, a la empresa Fortune 500 que es una de las principales empresas de trenes de primera clase de Norteamérica. Como está rodeado por múltiples cuerpos de agua, Norfolk tiene muchos kilómetros de costa en su propiedad, y está unida con sus ciudades vecinas por una red extensa de carreteras interestatales, puentes y túneles.
Norfolk es sede de los Almirantes de Norfolk de la  Liga Americana de Hockey y de los Norfolk Tides de la Liga Internacional. Esta ciudad es también sede de la Orquesta Sinfónica de Virginia, de PETA, y la sede principal de la Ópera de Virginia, y del Parque Zoológico de Virginia.

## Monumentos y lugares de interés
El Museo Chrysler alberga una extraordinaria colección de arte y arqueología, con pinturas y esculturas europeas y norteamericanas, así como arte egipcio, oriental y precolombino. El museo debe su nombre a Walter P. Chrysler Jr., antiguo propietario de la famosa firma de automóviles, quien reunió una valiosa colección privada que donó a la ciudad en 1971 y que dio el empuje definitivo al museo.
También son dignas de interés dos mansiones antiguas de la ciudad, ambas gestionadas por el Museo Chrysler. La del comerciante Myers se fecha en el siglo XVIII y refleja en su interior la forma de vida de aquella época.

## Ciudades hermanadas
Norfolk tiene siete ciudades hermanadas:
- Kitakyushu, Prefectura de Fukuoka, Japón (1963)
- Wilhelmshaven, Niedersachsen, Alemania (1976)
- Norfolk (Condado), Reino Unido (1986)
- Tolón, Francia (1989)
- Kaliningrado, Rusia (1992)
- Halifax, Nueva Escocia (2006)
- São Paulo, Brasil (2006)